# أشلي باركر
أشلي باركر (بالإنجليزية: Ashley Parker) هي صحفية أمريكية، ولدت في 1982 في بيثيسدا في الولايات المتحدة.